# Stigmatomma bruni
Stigmatomma bruni es una especie de hormiga del género Stigmatomma, familia Formicidae. Fue descrita científicamente por Forel en 1912.
Se distribuye por Taiwán. El obrero mide aproximadamente 4,5 milímetros de longitud y posee mandíbulas cortas.